# Llano Grande, Bochil
Llano Grande är en ort i Mexiko.   Den ligger i kommunen Bochil och delstaten Chiapas, i den sydöstra delen av landet, 700 km öster om huvudstaden Mexico City. Llano Grande ligger 1 565 meter över havet och antalet invånare är 554.
Terrängen runt Llano Grande är kuperad österut, men västerut är den bergig. Llano Grande ligger uppe på en höjd. Runt Llano Grande är det ganska tätbefolkat, med 108 invånare per kvadratkilometer. Närmaste större samhälle är Bochil, 10,3 km öster om Llano Grande. I omgivningarna runt Llano Grande växer huvudsakligen savannskog.